# Juozapas Matulaitis
Juozapas Matulaitis-Labukas (* 8. März 1936 in Užgirėlis, Litauen) ist emeritierter Bischof von Kaišiadorys. 

## Leben
Juozapas Matulaitis empfing am 25. März 1964 die Priesterweihe.
Papst Johannes Paul II. ernannte ihn am 10. März 1989 zum Apostolischen Administrator von Kaišiadorys und Titularbischof von Sicilibba. Der Erzbischof von Kaunas, Vincentas Kardinal Sladkevičius MIC, weihte ihn am 18. März desselben Jahres zum Bischof; Mitkonsekratoren waren Julijonas Steponavičius, Erzbischof von Vilnius, Juozas Preikšas, Apostolischer Administrator von Kaunas und Vilkaviškis, und Vladas Michelevičius, Weihbischof in Kaunas. 
Am 24. Februar 1991 wurde er zum Bischof von Kaišiadorys ernannt. Papst Benedikt XVI. nahm am 12. Februar 2012 sein aus gesundheitlichen Gründen vorgebrachtes Rücktrittsgesuch an.